# Cerithiopsis capixaba
Cerithiopsis capixaba is een slakkensoort uit de familie van de Cerithiopsidae. De wetenschappelijke naam van de soort is voor het eerst geldig gepubliceerd in 2008 door Figueira & Pimenta.